# Богденешть (Отешань, Вилча)
Богденешть, Богденешті (рум. Bogdănești) — село у повіті Вилча в Румунії. Входить до складу комуни Отешань.
Село розташоване на відстані 174 км на північний захід від Бухареста, 26 км на захід від Римніку-Вилчі, 81 км на північ від Крайови, 140 км на південний захід від Брашова.

## Населення
За даними перепису населення 2002 року у селі проживали 389 осіб, усі — румуни. Усі жителі села рідною мовою назвали румунську.